# Paolo Borsellino
Pour les articles homonymes, voir Borsellino.
Paolo Borsellino, né le 19 janvier 1940 à Palerme en Sicile et mort le 19 juillet 1992 dans la même ville est un juge antimafia italien. 
Membre du pool antimafia avec Giovanni Falcone, il est tué deux mois après lui dans un attentat commandité par le chef de la Cosa nostra, Salvatore Riina. Il est aujourd'hui considéré comme l'un des juges les plus importants assassinés par la Mafia sicilienne.

## Biographie
Paolo Borsellino effectue ses études de droit à l'université de Palerme, dont il sort brillamment diplômé en 1962. Reçu au concours national de la Magistrature en 1963, il exerce dans plusieurs villes siciliennes (Enna en 1965, Mazara del Vallo en 1967, Monreale en 1969). Après son mariage en 1968, il est muté à Palerme en 1975 avec Rocco Chinnici, où il s'attelle à combattre la Mafia sicilienne.
Il porte à son actif l'arrestation de 6 membres de l'organisation en 1980 ; la même année, un de ses proches, le capitaine des Carabiniers Emanuele Basile, est assassiné par la Mafia. À la suite de cet événement, il se voit accorder une protection policière.
Travaillant avec les juges Giovanni Falcone et Rocco Chinnici, Borsellino continue son enquête sur la Mafia et ses liens avec le pouvoir politique et économique sicilien et italien. En 1983, Rocco Chinnici est tué par une bombe placée dans sa voiture et remplacé par Antonino Caponnetto. En 1986, Borsellino devient procureur en chef de Marsala, principale ville de la province de Trapani, où il poursuit son travail antimafia. Ses liens avec Giovanni Falcone, resté à Palerme, lui permettent d'enquêter dans toute la Sicile occidentale. 
En 1987, après la démission de Caponnetto pour raisons de santé, Borsellino participe au mouvement de protestation après l'échec de la nomination de son ami Giovanni Falcone à la tête du réseau antimafia.

### Assassinat

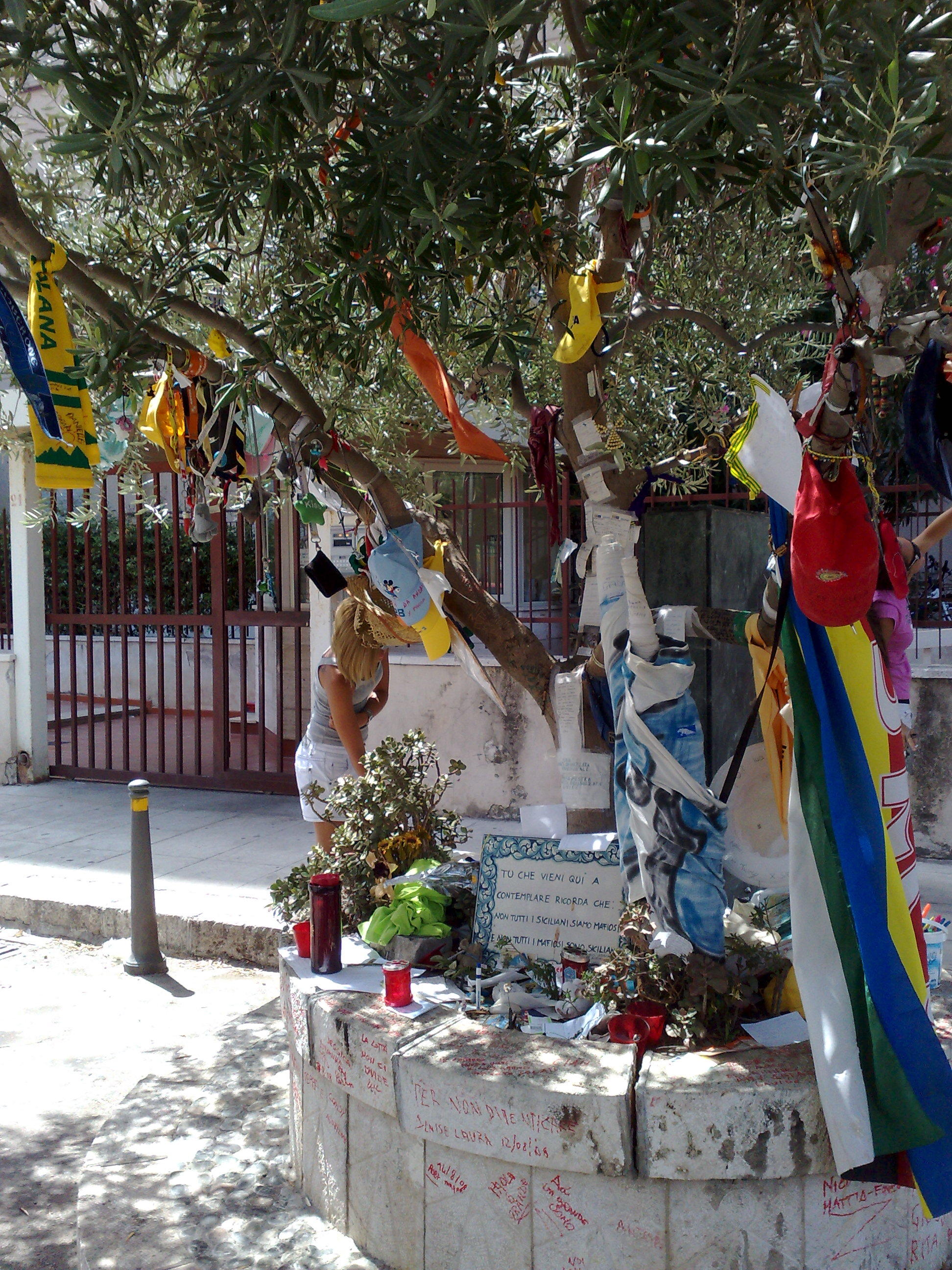
Mémorial

Le 19 juillet 1992, après quinze ans de lutte contre la Mafia, le juge Borsellino est tué dans l'explosion d'une voiture piégée Via D'Amelio à Palerme, moins de deux mois après la mort de son ami et collègue Falcone. L'explosion tue également les cinq policiers  composant son escorte, Agostino Catalano, Walter Cosina, Emanuela Loi, Vincenzo Li Muli et Claudio Traina.
En réaction, le maire de Palerme, Aldo Rizzo annonce sa démission le 21 juillet, puis la suspend. Sept magistrats de la ville annoncent également leur démission, en réclamant le départ du  ministre de l'intérieur, du chef de la police et du préfet de Palerme. Comme pour Falcone, la foule nombreuse défile silencieusement lors de la veillée funèbre, dans la chapelle ardente installée au Palais de Justice. 
Les obsèques célébrées le 21 juillet dans la cathédrale de Palerme par le cardinal Salvatore Pappalardo sont l'occasion de nouvelles expressions de la colère populaire face à l'inefficacité de la lutte contre la mafia. La foule, interdite d'accès à l'intérieur de l'église, bouscule le président de la République, Oscar Luigi Scalfaro, et le président du Conseil, Giuliano Amato, hue le chef de la police, M. Vincenzo Parisi, et acclame le magistrat de l'anti-Mafia, Giuseppe Ayala ; des policiers en civil tentent de forcer l'entrée et bloquent l'entrée des élus et même de la veuve du juge. L'archevêque supplie : « Lève-toi, Palerme ! Ne te résigne pas au fatalisme et à la défaite. (...) La défense de la démocratie est l'affaire de tous » avant d'être interpellé par la veuve de Vito Schifani, garde du corps de Falcone : « Vous devez leur dire qu'ils doivent se repentir pour ce qu'ils ont fait. Vous devez le leur dire, parce que moi, je n'oublie pas, je n'oublie pas... ».
Salvatore « Toto » Riina, le chef de la famille mafieuse des Corleone, a purgé une peine de prison à perpétuité pour avoir ordonné les assassinats des juges Borsellino et Falcone, ainsi que pour de multiples autres meurtres. Gaspare Spatuzza a également été condamné dans cette affaire, après avoir avoué avoir volé la Fiat ayant servi à l'attentat.

## Famille
Sa sœur Rita fut la candidate du parti de centre-gauche L'Union pour les élections régionales de 2006, qu'elle perdit face au sortant Salvatore Cuffaro. Militante antimafia, elle est l'ancienne présidente de Libera.

## Postérité
Paolo Borsellino est aujourd'hui considéré comme l'un des juges les plus importants assassinés par la Mafia sicilienne durant les années 1980 et 1990. Il demeure l'un des symboles de la lutte de l'État italien contre le crime organisé. De nombreuses écoles et bâtiments publics portent son nom, parmi lesquels l'aéroport international de Palerme, aujourd'hui connu sous le nom d'Aéroport Falcone-Borsellino. On peut y voir un monument à sa mémoire par le sculpteur sicilien Tommaso Geraci. La promotion 2014-2015 du Collège d'Europe porte le nom de Paolo Borsellino-Giovanni Falcone.
Le combat pour la justice était pour Borsellino une mission de foi chrétienne, c'est pourquoi il fait partie des martyrs du XXe siècle cités par l'Église catholique. Le pape Jean-Paul II invoquera sa mémoire lorsqu'il lancera officiellement l'anathème contre la mafia, lors de son voyage en Sicile.
Pour les 30 ans des assassinats de Paolo Borsellino et de Giovanni Falcone, une pièce de 2 euros à leur effigie a été émise en leur honneur.
L'astéroïde (210290) Borsellino porte son nom.

### Sources et bibliographie
- (en) Alexander Stille, Excellent Cadavers, Vintage, 1995,  (ISBN 0099594919)
- (en) Alison Jamieson, The Antimafia, MacMillan Press Ltd, 2000,  (ISBN 033380158X)
- (en) John Dickie, Cosa Nostra, Coronet, 2004,  (ISBN 0340824352)